# Orsellinsäure
Die Orsellinsäure ist eine organische Säure und leitet sich von der Benzoesäure ab, indem zwei Hydroxygruppen und eine Methylgruppe als Substituenten hinzugefügt werden. Sie gehört damit u. a. zur Gruppe der Phenolsäuren. Sie steht ferner der Untergruppe der Dihydroxybenzoesäuren nahe und unterscheidet sich konkret von der β-Resorcylsäure (2,4-Dihydroxybenzoesäure) durch eine hinzugefügte Methylgruppe. Sie spielt eine Rolle in der Biochemie der Flechten sowie von Aspergillus- und Penicillium-Stämmen, aus denen sie isoliert werden kann. Die Biosynthese in diesen Organismen verläuft über den Polyketidweg.

## Vorkommen und Biosynthese
Orsellinsäure entsteht u. a. als Sekundärmetabolit in Aspergillus nidulans. Dabei kann die Bildung der Orsellinsäure spezifisch durch den engen, physischen Kontakt zu benachbarten Bakterien oder einer Mutation im Signalosome-Komplex ausgelöst werden. Orsellinsäure, Orcin und Penicillinsäure finden sich in Kulturen von Penicillium fennelliae. Sie spielt eine Rolle in der Biochemie der Flechten, aus denen sie isoliert werden kann.
Die Biosynthese verläuft über den Polyketidweg, bei dem aus einfachen, Coenzym-A-aktivierten Acylgruppen (zumeist Acetyl-CoA), ein Tetraketid aufgebaut und anschließend cyclisiert wird.
Für A. nidulans wurde das Gen für eine Orsellinsäure-Synthase (OAS) identifiziert, die einer typischen, nichtreduzierenden Polyketidsynthase ähnelt. Die Sequenzinformation gibt Hinweise auf verschiedene Domänen, die für den Biosyntheseweg eine Rolle spielen. So hat man Sequenzmotive einer startenden Acyltransferase, einer Ketosynthase, einer Acyltransferase, einer Produkttemplatdomäne, einem Acylträgerprotein und einer Thioesterase identifiziert. Dadurch vermutet man, dass aus drei Molekülen Malonyl-CoA und einem enzymgebundenen ein Molekül Orsellinsäure gebildet werden kann. Acetyl-CoA dient als Startmolekül für die Synthese, alle weiteren Schritte finden enzymgebunden statt.

## Darstellung
Die Synthese gelingt durch Michael-Addition von Acetessigester an Crotonsäureethylester mit anschließender intramolekularer Dieckmann-Kondensation. Dabei bildet sich Dihydroorsellinsäureethylester. Dehydrierung und Esterspaltung führen zur Orsellinsäure.
Orsellinsäure kann auch durch Oxidation von Orcylaldehyd hergestellt werden.
Sie kann gleichfalls dargestellt werden, wenn man Everninsäure (CAS-Nummer: 570-10-5) und Ramalsäure (CAS-Nummer: 500-37-8) mit Bariumhydroxid erhitzt und damit die Esterbindung spaltet.

Everninsäure
Ramalsäure

Eine weitere Synthese geht vom Orcin aus, das mit Magnesiummethylcarbonat in DMF carboxyliert wird.

## Eigenschaften
Orsellinsäure bildet farblose Kristalle in Form von Nadeln. Sie zersetzt sich bei rascher Erwärmung bei 176 °C und decarboxyliert dabei zu Orcin.